# Polizeiruf 110: Im Kreis
Im Kreis ist ein deutscher Kriminalfilm von Peter Vogel aus dem Jahr 1987. Der Fernsehfilm erschien als 109. Folge der Filmreihe Polizeiruf 110.

## Handlung
Ingmar und Petra Lesser nehmen an der Beerdigung der Vorbesitzerin ihres Bauernhofs teil. Beim Leichenschmaus kommt es zu einer Rangelei. Am Ende stellt ein Gast fest, dass seine wertvolle Golduhr fehlt. Er war in der Gaststätte während der Rangelei mit Ingmar Lesser zusammengestoßen und glaubt daher, dass er der Dieb ist. Hauptmann Reger, der ebenfalls bei Beerdigung und Leichenschmaus dabei war, überprüft Ingmar, der mit Petra zu seinem Grundstück zurückgekehrt ist. Ingmar bestreitet einen Diebstahl und lässt die Ermittler auch im Haus nachsehen. Reger erklopft hinter einer Wandverkleidung einen Hohlraum. Nach dem Öffnen der Verkleidung kommt ein Warenlager zum Vorschein. Neben Elektrogeräten stapeln sich hier auch Nahrungsmittel aus dem Delikat. Das Diebesgut stammt aus einer Einbruchsserie, die bereits die Ermittler in Berlin in Atem hält. In der ganzen Republik wurden Überfälle verübt, doch konnten weder Täter noch Tatspuren gesichert werden. Ingmar und Petra werden zum Verhör mitgenommen, jedoch aus Mangel an Beweisen auf freien Fuß gesetzt.
Bei genauerer Überprüfung stellt sich heraus, dass Ingmar als Monteur in einem Schaltgerätewerk arbeitet und stets in den Läden Alarmanlagen installierte, in denen später eingebrochen wurde. Die Ermittler durchsuchen noch einmal gründlich das Grundstück und finden schließlich eine Schachtel mit gestohlenen Uhren. Ingmar wird in Untersuchungshaft genommen, beteuert jedoch seine Unschuld. Das Prinzip der Alarmanlagen verrät er zunächst nicht, da er an die betriebliche Schweigepflicht gebunden ist. Erst als ihn sein Betrieb davon entbindet, berichtet Ingmar, dass die Alarmanlagen durch einen hohen Ton – wie dem einer Hundepfeife – außer Betrieb gesetzt werden. Zufällig fand er heraus, dass auch ein bestimmter Ton seiner Mundharmonika die Alarmanlage außer Betrieb setzt. Er meldete dies seinem Vorgesetzten, doch der nahm ihn nicht ernst. Er behauptet, niemand habe von dem Umstand gewusst.
Petra ist verzweifelt, weil Ingmar verhaftet wurde. Sie begibt sich zu ihrer Mutter Hanna und ihrem Bruder Enno, der sich mit Ingmar nie gut verstanden hat. Petra weiß nicht, dass ihr Bruder eine Zeitlang im Gefängnis saß. Ihre Mutter hat es ihr verschwiegen, um Enno einen Neuanfang zu ermöglichen. Enno hat jedoch nach seinem Gefängnisaufenthalt Kontakt zum Mithäftling John Schmitt aufgenommen, mit dem er nun als vorgeblicher Renovierer Geld verdient. In Wirklichkeit hat er durch Zufall von Ingmars Entdeckung erfahren: Ingmar erzählte Petra in der elterlichen Küche von dem Mundharmonika-Trick und Enno konnte durch eine geheime Verbindung ihre Unterhaltung mithören. Seither raubt er mit seinem Komplizen unentdeckt die Läden aus, die Ingmar vorher gesichert hat. Nun wissen sie über Petra, dass die Polizei ihnen auf den Fersen ist. Sie versenken einen Transporter, der baugleich jenem ist, den sie für ihre Diebestouren nutzen. Der Transporter wird gefunden und die Ermittler schöpfen Verdacht. Sie überprüfen weitere Wohnungen, die von dem Duo, dessen Identität sie noch nicht kennen, renoviert wurden. Stets findet sich hinter Verkleidungen Diebesgut. Schließlich erfahren die Ermittler, dass Petra von dem Mundharmonika-Trick wusste. Reger wiederum erkennt bei einer Untersuchung von Ennos Zimmer die Hörverbindung zur Küche. Er erfährt von Hanna, dass Enno und Ingmar sich nicht gut verstanden und dass Enno eine Zeitlang im Gefängnis gesessen hat. Gegen ihn aussagen will und kann sie als Mutter nicht. Petra wiederum ahnt, dass ihre Familie ihr etwas verschweigt und verzweifelt darüber so sehr, dass sie ihrer Mutter mit Selbstmord droht. Ingmar wird aufgrund der neuen Erkenntnisse freigelassen. Hanna ist über die Verzweiflung ihrer Tochter erschüttert und stellt Enno zur Rede, der jedoch kalt reagiert. John Schmitt wiederum will aussteigen, doch lässt Enno ihn nicht und verprügelt ihn. John stellt sich nun der Polizei, die wiederum Enno festnimmt – Hanna hatte auf dem Speicher seine Pistole gefunden und ihn damit so lange in Schach gehalten, bis die Ermittler eintrafen.

## Produktion
Im Kreis beruht auf einer Filmerzählung von Lothar Dutombé. Der Film wurde vom 6. August bis 30. September 1986 unter anderem in Dankerode, Quedlinburg, Thale, Bebertal und Süplingen sowie im DEFA-Studio für Spielfilme, Potsdam-Babelsberg, gedreht. Die Kostüme des Films schuf Ute Rossberg, die Filmbauten stammen von Manfred Glöckner. Der Film erlebte am 8. Februar 1987 im 1. Programm des Fernsehens der DDR seine Premiere. Die Zuschauerbeteiligung lag bei 51,7 Prozent.
Es war die 109. Folge der Filmreihe Polizeiruf 110. Hauptmann Peter Fuchs ermittelte in seinem 64. Fall und Hauptmann Reger in seinem 1. Fall. „Daß eine High-Tech-Sicherungsanlage für Juwelier- und Pelzläden durch eine Mundharmonika abgeschaltet werden kann, hätte, wäre dieser Einfall ironisch behandelt worden, schon eine echt witzige Kritik am technischen Fortschritt sein können. Leider fehlte hier die Ironie“, stellte die Kritik fest.